# Pat Gelsinger
Pour les articles homonymes, voir Gelsinger.
 (janvier 2021).
La mise en forme du texte ne suit pas les recommandations de Wikipédia : il faut le « wikifier ».
Les points d'amélioration suivants sont les cas les plus fréquents :
- Les titres sont pré-formatés par le logiciel. Ils ne sont ni en capitales, ni en gras.
- Le texte ne doit pas être écrit en capitales (les noms de famille non plus), ni en gras, ni en italique, ni en « petit »…
- Le gras n'est utilisé que pour surligner le titre de l'article dans l'introduction, une seule fois.
- L'italique est rarement utilisé : mots en langue étrangère, titres d'œuvres, noms de bateaux, etc.
- Les citations ne sont pas en italique mais en corps de texte normal. Elles sont entourées par des guillemets français : « et ».
- Les listes à puces sont à éviter, des paragraphes rédigés étant largement préférés. Les tableaux sont à réserver à la présentation de données structurées (résultats, etc.).
- Les appels de note de bas de page (petits chiffres en exposant, introduits par l'outil «  Source ») sont à placer entre la fin de phrase et le point final[comme ça].
- Les liens internes (vers d'autres articles de Wikipédia) sont à choisir avec parcimonie. Créez des liens vers des articles approfondissant le sujet. Les termes génériques sans rapport avec le sujet sont à éviter, ainsi que les répétitions de liens vers un même terme.
- Les liens externes sont à placer uniquement dans une section « Liens externes », à la fin de l'article. Ces liens sont à choisir avec parcimonie suivant les règles définies. Si un lien sert de source à l'article, son insertion dans le texte est à faire par les notes de bas de page.
- La présentation des références doit suivre les conventions bibliographiques. Il est recommandé d'utiliser les modèles {{Ouvrage}}, {{Chapitre}}, {{Article}}, {{Lien web}} et/ou {{Bibliographie}}. Le mode d'édition visuel peut mettre en forme automatiquement les références.
- Insérer une infobox (cadre d'informations à droite) n'est pas obligatoire pour parachever la mise en page.

Pour une aide détaillée, merci de consulter Aide:Wikification.
Si vous pensez que ces points ont été résolus, vous pouvez retirer ce bandeau et améliorer la mise en forme d'un autre article.
Patrick Paul Gelsinger, né le 5 mars 1961 à Robesonia, est un dirigeant d'entreprise américain, PDG d'Intel de janvier 2021 jusqu'à décembre 2024. Dirigeant de VMware pendant près d'une décennie (2012-2020), il était auparavant cadre exécutif chez EMC. Il commence sa carrière chez Intel, où il gravit les échelons jusqu'à devenir Chief Technology Officer,.

## Formation
Gelsinger a grandi en milieu rural, dans une ferme, dans une communauté amish de Pennsylvanie. Il a commencé à travailler chez Intel en tant que technicien du contrôle qualité en 1979, à l'âge de 18 ans. Alors chez Intel, il a obtenu un diplôme d'études supérieures en génie électrique à l'université de Santa Clara en 1983 et une maîtrise de l'université Stanford en 1985.

## Carrière
Architecte du processeur Intel 80486 original, Gelsinger a, en tant que CTO d'Intel, également lancé la conférence Intel Developer Forum, répondant ainsi au WinHEC de Microsoft. En septembre 2009, il quitte Intel pour rejoindre EMC.
Fin 2012, certains analystes du secteur voient en Gelsinger un potentiel successeur à Steve Ballmer en tant que PDG de Microsoft.
Intel a annoncé la nomination de Gelsinger en tant que nouveau PDG le 13 janvier 2021, à compter du 15 février. Une lettre envoyée par l'actionnaire et fonds activiste Dan Loeb de Third Point Management au conseil d'administration appelant Intel à embaucher un conseiller en investissement pour récupérer la part de marché à la traîne de l'entreprise est arrivée avant le retour de Gelsinger.

## Engagements personnels
Gelsinger a cofondé en 2013 Transforming the Bay with Christ (TBC), une coalition de chefs d'entreprises, de capital-risqueurs, de dirigeants à but non lucratif et de pasteurs visant à convertir un million de personnes au cours de la prochaine décennie.